# Body Harvest
Body Harvest ist ein Videospiel des schottischen Spieleentwicklers DMA Design (heute bekannt als Rockstar North), welches Elemente des Action-Adventures und des Third-Person-Shooters kombiniert. Das Spiel erschien im Oktober 1998 für den Nintendo 64.
Protagonist des Spiels ist Adam Drake, ein genetisch modifizierter Soldat aus der Zukunft, der in die Vergangenheit reist, um die Menschheit vor regelmäßig wiederkehrenden Angriffen durch Außerirdische zu schützen.

## Handlung
Erstmals im Jahr 1916 in Griechenland wird die Erde von Außerirdischen angegriffen, welche für wenige Tage ein bestimmtes Gebiet mithilfe eines Kraftfeldes hermetisch abriegeln und dort sämtliche Menschen einfangen und fressen. Dies wiederholt sich alle 25 Jahre in einem anderen Teil der Welt (1941 auf Java, 1966 in den USA, 1991 in Sibirien), wobei die Intensität der Angriffe jedes Mal zunimmt. Es stellt sich heraus, dass die Außerirdischen auf einem Kometen leben, dessen Umlaufbahn sich alle 25 Jahre so weit der Erde nähert, dass sie sie für wenige Tage angreifen können. Das Ziel dieser Angriffe ist die Ernte möglichst vieler Menschen (engl.: Body Harvest), welche von den Aliens als Nahrungsquelle angesehen werden. Durch den Erfolg der Ernte können die Aliens ihre Stärke nach jedem Angriff beträchtlich steigern und so beim nächsten Mal ein immer größeres Gebiet attackieren.
Adam Drake ist ein genetisch modifizierter Soldat und im Jahr 2016 einer der letzten noch lebenden Menschen, welche sich in einer Raumstation von der Erde abgesetzt haben. Er wurde speziell erschaffen, um mittels einer Zeitmaschine in die Vergangenheit zurückzukehren und die Angriffe der Aliens direkt vor Ort zu stoppen und so die Vernichtung der Menschheit zu verhindern. In jeder Epoche muss er die Aliens vertreiben, was letztendlich durch die Zerstörung des sogenannten Schildgenerators gelingt, einer Maschine, die das Kraftfeld erzeugt, welches das Gebiet vom Rest der Welt abschirmt. Um zum Schildgenerator zu gelangen, müssen zuvor allerdings mehrere Alien-Prozessoren ausgeschaltet werden, bei denen es sich um riesige Außerirdische handelt, die jeweils einen Teil des abgeschirmten Gebiets überwachen und dort alle anderen Aliens befehligen. Am Ende der Welt, nach der Zerstörung des Schildgenerators, muss zudem der Level-Boss bezwungen werden, das ranghöchste und mächtigste Alien im jeweiligen Gebiet.
Außerdem muss Adam die dort lebenden Zivilisten vor den regelmäßigen Angriffswellen der Aliens beschützen. Auf diese Weise kämpft sich Adam durch alle Epochen, bis er im Jahr 2016, als sich der Komet ein weiteres Mal der Erde nähert, die Aliens direkt in ihrer Heimat angreift und sie schließlich endgültig vernichtet.

## Spielprinzip und Technik
Innerhalb der Spielwelt kann sich der Spieler relativ frei bewegen, zur Beendigung eines Levels müssen jedoch immer bestimmte Rätsel und Aufgaben erfüllt werden. So ist zu Beginn niemals der gesamte Level frei begehbar, sondern wird stückweise erst durch Erfüllung bestimmter Aufträge freigeschaltet. Immer wieder muss der Spieler zudem sogenannte Angriffswellen abwehren, bei denen sich eine beträchtliche Anzahl Aliens herbeiteleportiert und sowohl den Spieler als auch umstehende Menschen angreift (bei diesen Menschen handelt es sich um nicht steuerbare NPCs). Je mehr Menschen dabei vor dem Tod bewahrt werden können, desto mehr Punkte erhält der Spieler. Stirbt Adam im Kampf oder werden zu viele Menschen bei den Angriffswellen getötet, gilt der Versuch als gescheitert und der Spieler muss vom letzten Speicherpunkt aus erneut beginnen.
Dem Spieler ist es zudem möglich, zahlreiche unterschiedliche Fahrzeuge zu besteigen und frei zu lenken. Dies reicht von einfachen, zivilen PKW über Gefechtsfahrzeuge wie Kampfpanzer bis hin zu Hubschraubern und Flugzeugen. Auch Boote können gelenkt werden.
Das Spielkonzept einer frei begehbaren Umgebung, die der Spieler wahlweise zu Fuß oder in unterschiedlichen Fahrzeugen erkunden kann, erinnert an das im Vorjahr erschienene, ebenfalls von DMA Design stammende Grand Theft Auto (GTA). Während dieser erste Teil der GTA-Serie jedoch ein zweidimensionales Spiel aus der Vogelperspektive ist, ist in Body Harvest bereits eine vollwertige dreidimensionale Spielumgebung umgesetzt worden, wie es für die GTA-Reihe erst drei Jahre später, mit dem 2001 erschienenen Grand Theft Auto III, der Fall war. Daher wird Body Harvest manchmal als konzeptioneller Vorgänger der 3D-Teile der äußerst erfolgreichen GTA-Serie bezeichnet.

## Rezeption
Von der Fachpresse wurde das Spiel eher positiv bewertet. Hervorgehoben wurde die freie Begehbarkeit der Umgebung ohne allzu viele lineare Beschränkungen. Die Musik wurde ebenfalls als sehr gelungen gelobt.
Ein Kritikpunkt war die veraltete Grafik. Neben der detailarmen Umgebung wurde insbesondere die stark eingeschränkte Fernsicht bemängelt, da entfernt liegende Objekte in Nebel getaucht werden. Diese Fogging genannte Maßnahme wird von Programmierern angewendet, um das Auftauchen zu vieler Objekte gleichzeitig auf dem Bildschirm zu verhindern. Wäre dies der Fall, könnte die Hardware überfordert werden und das Spiel anfangen zu ruckeln. Dies wird durch das Erzeugen des Nebels verhindert, allerdings wirkt ein Spiel dadurch auch sehr trist. Fogging betraf viele Spiele auf dem Nintendo 64, da die Texturfüllrate verhältnismäßig gering war. Es war bei Body Harvest jedoch besonders ausgeprägt.
Ein weiterer Kritikpunkt war das Speichersystem. Der Spieler kann nur an festgelegten Orten speichern, wodurch er entweder regelmäßig durch die weitläufigen Levels zurück zum letzten Speicherpunkt laufen muss oder das Risiko in Kauf nimmt, kurz vor der Beendigung eines Levels zu sterben und den gesamten Abschnitt nochmal durchspielen zu müssen, was mehrere Stunden in Anspruch nehmen kann.
Von der Multimedia-News- und Reviewwebseite IGN wurde Body Harvest in der Rangliste der originellsten (Most Original) Nintendo-64-Spiele aller Zeiten mit dem dritten Rang ausgezeichnet.

## Fortsetzung
Schon beim Erscheinen des Spieles kündigte DMA Designs Chef David Jones eine 256 Mbit starke Fortsetzung an, die allerdings nie erschien.